# 동해문화예술회관
동해문화예술회관(東海文化藝術會館, Donghea Culture & Art Center)는 강원특별자치도 동해시에 있는 문화 예술 공연장이다. 1995년 3월 2일에 개관하였다.
동해시립합창단이 상주 공연단으로 있다.

## 연혁
- 1995년 3월 2일 개관